# 张与辰
張祖誠（英語：Vic Teo，1985年10月25日—），馬來西亞创作流行歌曲男歌手，出生於馬來西亞馬六甲。2007年，發行首張EP專輯《回來》，張祖誠曾為唱片製作人、詞曲作家，並於馬來西亞、台灣、美國、香港及新加坡等地發展歌唱事業，近年多參與公益活動和歌唱比賽。2018年10月11日，正式加盟種子音樂，並正式改名為張與辰，2021年，取得臺灣永久居留權。
除了音樂創作之外，也和許多知名歌手合作製作歌曲，如李玟、任家萱、邱勝翊、周蕙、林愷倫等人。2018年，發行首張專輯《黑白》獲得多位電台DJ激賞推薦。2019年年底，舉辦「Vic張與辰《My Story》台北演唱會」，門票售罄。
2020年，擔任薄荷關懷協會年度大使，以及參與「寒冬送溫暖圍爐過好年」表演嘉賓，UDN「愛，無所畏」響應會表演嘉賓、台灣燈會「台中副展區」擔任表演嘉賓。2020年底，於「新北歡樂耶誕城」擔任表演嘉賓，也開設PODCAST「辰間怪談」，主題是關於自身或是身邊的人遭遇的靈異故事。他的音樂製作與才華受到業界肯定，周蕙特別找他擔任周蕙《南回星空下 Miss Where Live Concert》演唱會音樂總監。
2021年，持續更新PODCAST「辰間怪談」，節目開設至今，憑藉特殊題材吸引了一批忠實聽眾。曾替藝人姜濤《愛情簽證申請》擔任歌曲作曲人，該首歌曲獲得2021年獲得ViuTV的Chill Club年度十大歌曲。2024年，參加《中年好聲音3》，於翌年決賽中奪得亞軍及由觀眾票選的「觀眾最愛好聲音」獎。

## 出道過程
張祖誠從小經常與母親陳寶雲在馬來西亞各地巡迴演出。2004年，在馬來西亞八度空間舉辦的第一屆「大馬偶像」中奪得季軍。2007年1月，張祖誠發行了第一張創作EP專輯《回來》，入圍了2008年馬來西亞娛協獎「最佳新人獎」及「最佳編曲獎」。2008年發行了第二張創作EP專輯《天蠍藏寶圖》和單曲《The Gift》，2009年被邀請到香港參加香港ATV亞洲電視所舉辦的「亞洲星光大道」PK賽，打敗該屆冠軍羅力威，並代表馬來西亞到美國好萊塢參加「全球奧運藝術競標賽」獲得5項世界冠軍、6面金牌、2面銀牌以及2面銅牌，成為該屆獲獎最多的代表，隨後也入圍2010年馬來西亞娛協獎「本地十大創作歌曲獎」。2010年發行單曲《是否》獲得香港資深DJ及樂評人的表揚，並於2012年參加台灣選秀節目Super Star 我要當歌手。
除了音樂創作之外，張與辰在擔任音樂製作人的方面也交出了一張亮眼的成績單，曾經和許多大咖歌手合作製作歌曲，像是天后Coco李玟《過完冬季2019》、Selina、王子邱勝翊、周蕙、Karencici林愷倫、鄧典《獨特》等都讓他在音樂製作能力上被認可。2018年發行首張專輯《黑白》獲得多位電台DJ激賞推薦，2019年入圍馬來西亞「AIM中文音樂頒獎典禮」最佳男歌手獎項，2019年推出單曲「爛配」，2019年年底舉辦「Vic張與辰《My Story》台北演唱會」門票售罄人氣相當高，2020年推出全新單曲「My Buddy」，與好友一起熱血追夢的正能量，與知名遊戲娛樂公司吉祥物「熊寶」代表「我是你的好朋友」的象徵不謀而合，也因此被對方選為熊寶年度形象主題曲，歌曲傳遞歡樂溫暖。
2020年他以溫暖正面的形象擔任薄荷關懷協會年度大使，以及寒冬送溫暖圍爐過好年表演嘉賓、UDN「愛，無所畏」響應會表演嘉賓、台灣失智症協會「珍愛記憶公益演唱會」表演嘉賓，用音樂傳遞溫暖。受邀出席台灣燈會「台中副展區」表演嘉賓、新北市河海音樂祭「來新北．音樂盒．野餐」表演嘉賓、2020好事聯播網「好事愛花聲」表演嘉賓、2020「新北歡樂耶誕城」表演嘉賓，各式活動演出展現其實力派唱功圈粉無數。此外，張與辰的音樂實力備受肯定，擔任多位知名歌手配唱製作人、作曲人，如邱勝翊的偶像劇主題曲《讓我守護你》配唱製作人、和聲編寫、和聲，陳學冬單曲《如果能活著》作曲人、周蕙單曲《彎彎的月光》配唱製作人，和聲編寫，和聲、周蕙單曲《哪兒》配唱製作人，和聲編寫，和聲、姜濤 Keung To《愛情簽證申請》作曲人。PODCAST方面，張與辰也開了一個節目名為「辰間怪談」，談論關於自身或是身旁朋友碰到的一些靈異故事，題材特別吸引一批忠實聽眾收聽，配樂與講話語氣把整體氣氛營造出懸疑靈異的氛圍，讓人持續關注，想聽到故事結尾，PODCAST也定期錄製更新，獲得不錯的迴響。
他的音樂製作與才華受到業界肯定，周蕙特別找他擔任周蕙《南回星空下 Miss Where Live Concert》演唱會音樂總監。
2021年持續更新PODCAST「辰間怪談」，節目開設至今，憑藉特殊題材吸引了一批忠實聽眾。去年替藝人姜濤《愛情簽證申請》擔任歌曲作曲人，該首歌曲獲得2021年獲得香港 ViuTV 的Chill Club年度十大歌曲以及年度監製，讓參與作曲的他也相當喜悅。音樂創作之餘，張與辰也喜歡透過現場演出與台下粉絲互動，受邀去好事聯播網 「好事箏風趣音樂會」表演嘉賓，現場演出發揮他的穩定歌唱實力。音樂製作方面，替藝人任嘉倫專輯中的歌曲《Who》詞、曲、編曲、製作人、和聲、和聲編寫，發揮其創作實力。網路節目方面，網路訪談節目「LUVOCO Asia樂分享」6月起開播，擔任節目主持人，訪問一些各行各業優秀人才。
2024年，參與香港电视广播有限公司歌唱比賽《中年好聲音3》獲得亞軍。

## 單曲/專輯/PODCAST
| 名稱                                               | 年份 |
| -------------------------------------------------- | ---- |
| 《回來》EP                                         | 2007 |
| 《天蠍藏寶圖》EP                                   | 2008 |
| 《The Gift》EP                                     | 2008 |
| 《憾》                                             | 2009 |
| 《零 . 二》EP                                      | 2010 |
| 《是否》                                           | 2010 |
| 《手心》                                           | 2011 |
| 《The Story》 with 林樂偉                          | 2013 |
| 《呼喚》EP                                         | 2014 |
| 《遇見我的愛》（北京）專輯                         | 2015 |
| 《給牠一個家》                                     | 2016 |
| 《愛的武裝》電影原聲帶（報告班長7）                | 2016 |
| 《時間，請你走慢一些》                             | 2017 |
| 《狂野夢境》（《鎮魂曲之非念》中國網路電影主題曲） | 2017 |
| 《一樣》EP                                         | 2017 |
| 《黑白》首張全創作專輯                             | 2018 |
| 《爛配》單曲                                       | 2019 |
| 《My Buddy》單曲（2020艾肯娛樂熊寶年度形象主題曲） | 2020 |
| 「辰間怪談」PODCAST                                | 2020 |
| 「辰間怪談」PODCAST                                | 2021 |
| 《誤入歧途》                                       | 2024 |

## 電影
- 2006－《精靈》電影
- 2009－《Keep On Holding Me》大馬首部數碼短片
- 2010－《搖滾單車夢》電影
- 2016－《最完美女孩》電影
- 2017－《鎮魂曲之非念》中國網路電影
- 2017－《來不及的愛》 微電影

## 主持
- 2007 NTV7 中文綜藝節目《X頻道》
- 2021 「LUVOCO 樂分享」YouTube訪談節目主持

## 音樂作品
- 2009 香港歌手安俊豪《迷失》香港版韓劇「敗犬王大聯盟」片頭曲
- 2014 台灣首部原創音樂歌舞劇《狗兒流浪記》音樂製作人
- 2014 炎亞綸《綁架愛情》配唱製作人
- 2014 辰亦儒《還在夏天呢》《把話說開》配唱製作人
- 2014 James楊永聰《永遠永遠》台灣偶像劇「勇敢說出我愛你」片尾曲
- 2014 LaLa徐佳瑩《大雨將至》《遺忘之前》
- 2014 中國電視劇「女醫明妃傳」插曲。和聲編寫
- 2015 信《如果你還在就好了》和聲編寫
- 2016 毛弟feat.王子《帥過頭》台灣偶像劇「制霸青春」插曲 配唱製作人、和聲編寫、和聲
- 2016 辰亦儒《都祝福》台灣偶像劇「制霸青春」插曲 配唱製作人、和聲編寫、和聲
- 2016 安俊豪收錄在唱片《White》內，歌曲「摯友」、「沉淪」、「愛不敢說出口」、「圓滿」作曲人、編曲人
- 2017 Popu Lady《栽在你手裡》台灣偶像劇「稍息立正我愛你」插曲 製作人、和聲編寫、和聲
- 2017 王子 邱勝翊《愛正在發生》台灣偶像劇「稍息立正我愛你」片頭曲 製作人、和聲編寫、和聲
- 2017 王子 邱勝翊《空房》台灣偶像劇「稍息立正我愛你」插曲 製作人、和聲編寫、和聲
- 2018 Tank《我在呢》中國電視劇「愛情進化論」插曲 製作人、和聲編寫
- 2018 Tank 文慧如《愛的正負極》中國電視劇「溫暖的弦」插曲 製作人、和聲編寫、和聲
- 2018 周蕙2018全新專輯「不被遺忘的時光」製作人、和聲編寫、和聲
- 2018 Selina任家萱2018全新專輯 製作人、和聲編寫、和聲
- 2018 Coco李玟「I Don’t Care」單曲製作人、和聲編寫、和聲
- 2018 周深「樓台」單曲 製作人
- 2018 于文文 2018全新專輯 製作人、和聲編寫、和聲
- 2019 鄧典2019全新專輯配唱製作人，和聲編寫，和聲
- 2019  文慧如2019全新新專輯「無害」「錯對了」配唱製作人，和聲編寫，和聲
- 2019  汪小敏 「RIGOL 普源精電」《無限可能》音樂製作
- 2019  李玟 -「過完冬季2019」，配唱製作人 ，和聲編寫
- 2020 王子邱勝翊 偶像劇「覆活」主題曲《讓我守護你》配唱製作人，和聲編寫，和聲
- 2020  陳學冬單曲《如果能活著》作曲人
- 2020 周蕙單曲《彎彎的月光》配唱製作人，和聲編寫，和聲
- 2020  周蕙單曲《哪兒》配唱製作人，和聲編寫，和聲
- 2020  周蕙 《南回星空下 Miss Where Live Concert》演唱會音樂總監
- 2020 姜濤《愛情簽證申請》作曲人
- 2020 新冠肺炎疫情公益合作單曲《同一個氣息》錄音製作[3]
- 2021 任嘉倫專輯中的歌曲《Who》詞、曲、編曲、製作人、和聲、和聲編寫
- 2021  王子邱勝翊與郭雪芙翻唱組曲的歌曲製作人
- 2022 孫漢霖《藍顏知己》編曲人
- 2025 小林唱歌《我和我們》編曲人

## 香港派台歌曲成績
| 派台歌曲成績（五台） | 派台歌曲成績（五台） | 派台歌曲成績（五台） | 派台歌曲成績（五台） | 派台歌曲成績（五台） | 派台歌曲成績（五台） | 派台歌曲成績（五台） | 派台歌曲成績（五台） |
| -------------------- | -------------------- | -------------------- | -------------------- | -------------------- | -------------------- | -------------------- | -------------------- |
| 唱片                 | 歌曲                 | 903                  | RTHK                 | 997                  | TVB                  | ViuTV                | 備註                 |
| 2025年               |                      |                      |                      |                      |                      |                      |                      |
|                      | 深海                 | -                    | 17*                  | 2                    | 4*                   | ×                    |                      |

| 各台冠軍歌總數（五台） | 各台冠軍歌總數（五台） | 各台冠軍歌總數（五台） | 各台冠軍歌總數（五台） | 各台冠軍歌總數（五台） | 各台冠軍歌總數（五台） |
| ---------------------- | ---------------------- | ---------------------- | ---------------------- | ---------------------- | ---------------------- |
| 903                    | RTHK                   | 997                    | TVB                    | ViuTV                  | 備註                   |
| 0                      | 0                      | 0                      | 0                      | 0                      | 五台冠軍歌總數：0      |

- （*）仍在榜上
- （-）未能上榜
- （×）沒有派往該台

## 活動/演出
- 2004－Armani Exchange走秀
- 2007－《2007世界先生》國際總決賽表演嘉賓
- 2009－動力火車大馬演唱會開場嘉賓
- 2009－韓國歌手Sara大馬宣傳表演嘉賓
- 2010－新加坡跨年演唱會表演嘉賓
- 2011－《Michael Learns To Rock》大馬演唱會開場嘉賓
- 2012－ 馬來西亞時尚雜<風華ICON>五週年慶表演嘉賓
- 2012－鳳凰衛視《中華小姐環球大賽東南亞賽區》總決賽表演嘉賓
- 2012－馬來西亞首場個人迷你演唱會《張祖誠GLORY》
- 2012－馬來西亞Pop Star歌唱比賽常駐評審
- 2013－《大馬年度國際髮型秀》表演嘉賓
- 2014－台灣首部音樂歌舞劇《狗兒流浪記》男主角及音樂創作
- 2014－台灣《明星公益棒球賽》開賽演唱嘉賓
- 2014－台灣《張祖誠愛的呼喚》演唱會
- 2014－大馬《張祖誠愛的呼喚》演唱會
- 2015－台灣國際寵物用品展開幕演唱嘉賓
- 2015－世界動物日流浪動物之家基金會主題曲演唱
- 2015－台北河岸留言《張祖誠好久不見》演唱會
- 2015－台中Legacy《張祖誠好久不見》狂歡耶誕演唱會
- 2017－《大馬年度國際髮型秀》表演嘉賓
- 2017－馬來西亞時尚雜誌<風華ICON>十週年慶表演嘉賓
- 2017－台灣《張祖誠十年不變》演唱會
- 2017－MyMusic《我的音樂時代》演出歌手
- 2017－暢唱直播平台X世新大學演唱會演出歌手
- 2017－台北第二屆《琦菲公益路跑》表演嘉賓
- 2017－新竹市政府《2017大手牽小手作夥來焢窯》
- 2018－張與辰「與辰同行」生日歌迷會
- 2018－亞太文化日公益演出
- 2018－音樂直播平台【暢唱】直播活動
- 2018－圓夢計畫  心想事辰活動
- 2019－【第五季心相印紙尚青春音樂匯 】 演出及明星評審
- 2019－第一屆【有種音樂  與辰音樂營】教師
- 2019－銘傳大學演講分享創作(兩次)
- 2019－第四屆「大馬之音」活動大使兼決賽評審
- 2019－2019 國際音樂MUST創作營
- 2019－咪咕「音為青春」的評審和導師 (多場)
- 2019－「心相印」明星評審及演出嘉賓(瀋陽、成都等多地)
- 2019－搜狗IN全景甄選禮活動出席
- 2019－Daniel Wong「綻放in bloom」時裝秀出席藝人嘉賓
- 2019－YouTuber「SV科學歌唱」製作人合作專案
- 2019－狼人殺網路節目錄影（多場）
- 2019－新光三越站前店週年慶活動 feat.熊寶、宇宙人
- 2019－馬來西亞 東馬古晉南市跨年演唱會表演嘉賓
- 2019－彰化大葉大學校唱
- 2019－張與辰個人首場「My story」台北演唱會 好友周蕙擔任驚喜嘉賓 飆唱《好想好好愛你》
- 2020－2020薄荷關懷協會年度大使
- 2020－2020寒冬送溫暖圍爐過好年表演嘉賓
- 2020－UDN「愛，無所畏」響應會表演嘉賓
- 2020－台灣燈會「台中副展區」表演嘉賓
- 2020－周蕙《南回星空下 Miss Where Live Concert》演唱會音樂總監
- 2020－新北市河海音樂祭「來新北．音樂盒．野餐」表演嘉賓
- 2020－2020好事聯播網「好事愛花聲」表演嘉賓
- 2020－2020台灣失智症協會「珍愛記憶公益演唱會」表演嘉賓
- 2020－2020「新北歡樂耶誕城」表演嘉賓
- 2021－好事聯播網「好事箏風趣音樂會」表演嘉賓
- 2024-2025－《中年好聲音3》參賽者

## 獎項
- 2004 第一屆大馬偶像季軍得主
- 2008 入圍2008娛協獎《新人推薦獎》
- 2008 入圍2008娛協獎《最佳編曲獎》
- 2009香港亞洲電視台《亞洲星光大道》PK魔王
- 2010入圍2010娛協獎《本地組十大原創金曲獎》
- 2012榮獲好萊塢全球藝術競標賽《WCOPA》5項世界冠軍、6面金牌、2面銀牌、2面銅牌、最具潛質獎
- 2013 台灣中視《超級歌喉讚》五集不敗關主
- 2014 Neway K歌榜《十大金曲》《最受歡迎男歌手》
- 2017 Neway K歌榜《五大熱門獨家K歌獎》給牠一個家，《五大熱門獨家K歌獎》時間請你走慢一些，《推崇大躍進男歌手》
- 2018 馬來西亞娛協獎《十大原創歌曲獎-國際組》給牠一個家
- 2019 入圍馬來西亞「AIM中文音樂頒獎典禮」最佳男歌手獎項
- 2025 香港無線電視「中年好聲音3」亞軍得主

## 備註
2017年12月24日，張與辰參加江蘇衛視的音樂節目「不凡的改變」，他改編的版本讓加時團和觀眾雙方票選成功晉級，獲得機會與傳奇歌手周蕙一起演唱由張與辰所改編的版本「好想好好愛你」。

## 外部連結
- 張與辰 Vic Teo的Facebook專頁
- 張與辰 Vic Teo的Instagram帳戶
- 張與辰 Vic Teo的新浪微博
- 張與辰Vic Teo個人YouTube頻道